# Blårör

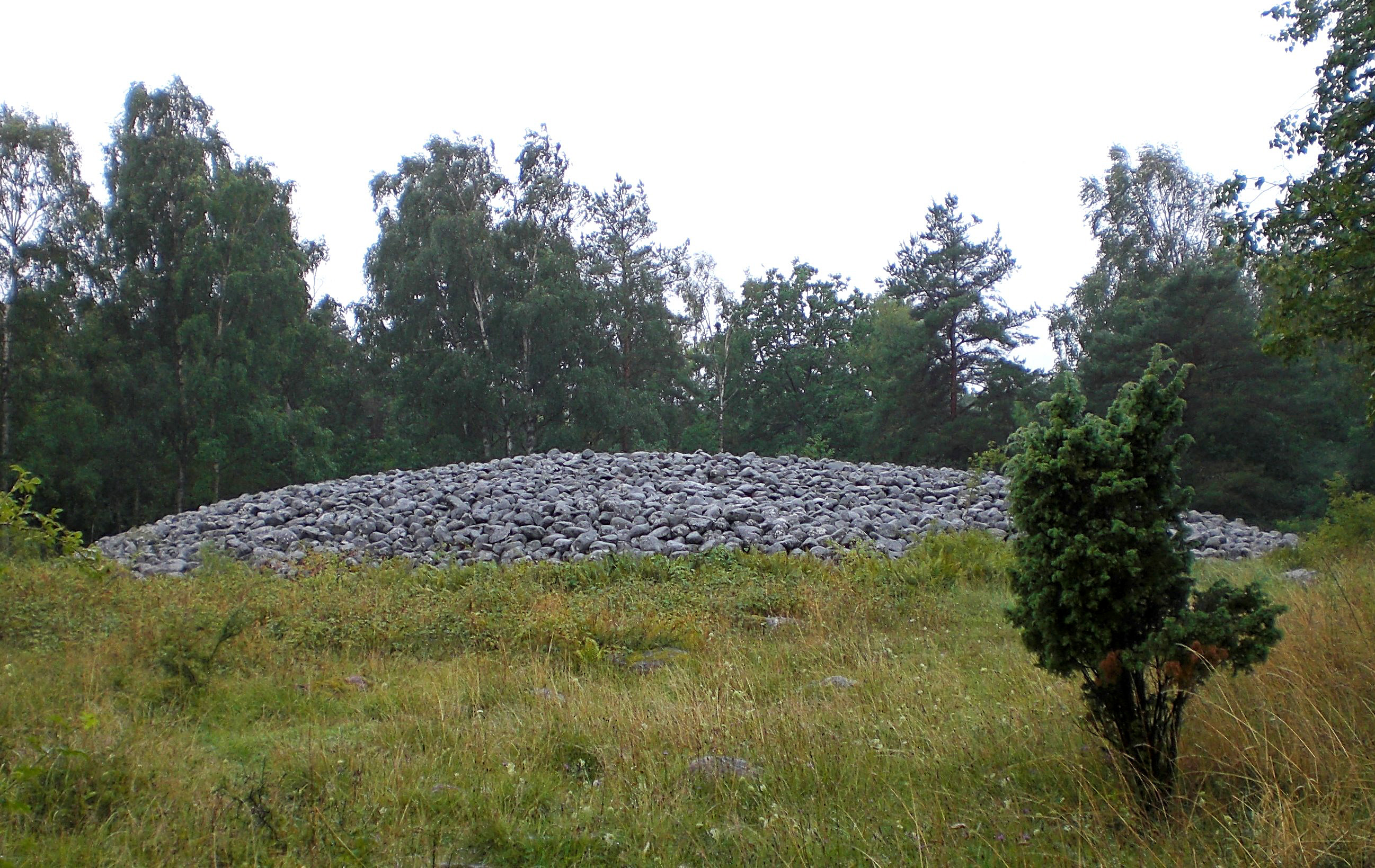
Blårör, ett gravröse från Bronsåldern

Blårör är Ölands största gravröse och är belägen nedanför vägen mellan Borgholm och Köpingsvik. Graven anlades på bronsåldern och låg då på grund av landhöjningen ännu närmare stranden i ett flackt och låglänt område. 
Det mäktiga gravröset mäter 40 meter i diameter och är tre meter högt. Stenarna är vanligen tre till fyra decimeter stora och rundade. På toppen av röset finns en halv meter djup grop omkring två meter i diameter. Vid den nord-nord-västra sidan finns en insjunkning vid rösets fot, fyra meter lång och en meter djup. Det ger intryck av en vara en "port" till rösets inre.

## Funnet i graven
Graven har undersökts två gånger, första gången 1849 av riksantikvarien, som då koncentrerade sig på den centrala delen. Här hade skattsökare redan varit och i resterna av en hällkista påträffades endast benfragment och en benknapp. I samband med en restaurering 1927 hittade man fyra gravar, varav två skelettgravar och två brandgravar. De två skelettgravarna kunde dateras till äldre bronsålder medan de två brandgravarna, som låg ytligt i röset, tillhörde den yngre bronsåldern. I den ena av brandgravarna påträffades ett svärd som förmodligen är tillverkat i Danmark och utan annan motsvarighet i Sverige.

## Omgivning
I den omedelbara omgivningen finns flera skålgropsblock, det vill säga jordfasta stenar med inknackade gropar som kan ha haft en religiös/rituell innebörd. Skålgropar i Norden brukar återfinnas i miljöer som kan knytas till bronsålder eller äldre järnålder. Den bebyggelse öster om Borgholm, som detta Blårör ligger i, har av SCB avgränsats till småorten Furuhäll, Blårör och Solbergamarken. I Blårör finns flera välbesökta badplatser på promenadavstånd från Borgholm.

## Fyra Blårör på Öland
Enligt Lantmäteriets register och som namnen är fastställda och redovisas i Lantmäteriets grundläggande geodata så finns det fyra Blårör på Öland som alla stavas på samma sätt, dvs. sammansatt Blårör, även om särskrivning, Blå rör, också förekommer.  Det mest kända är det Blårör som tas upp här. Ett andra Blårör finns i Alböke socken mellan Äleklinta och Djupvik som är namnet på två stensättningar. Det tredje återfinns norr om Rälla och Ekerum i Högsrums socken och är namnet på ett röse som är 20 meter i diameter och 2 meter högt. Och ett fjärde Blårör finns mellan Ramsättra och Ramdala strax sydöst om Borgholm i Köpings socken där ett stort röse (30 meter i diameter och 3 meter högt) sannolikt har varit namngivande.

## Etymologi
Rör avser ett stenröse, och är den vanligaste beteckningen för gravrösen, men kan i vissa fall även syfta på naturliga bildningar. Blå är färgadjektiv, som i äldre tid även kunde åsyfta något mörkt eller svart. 

## Galleri

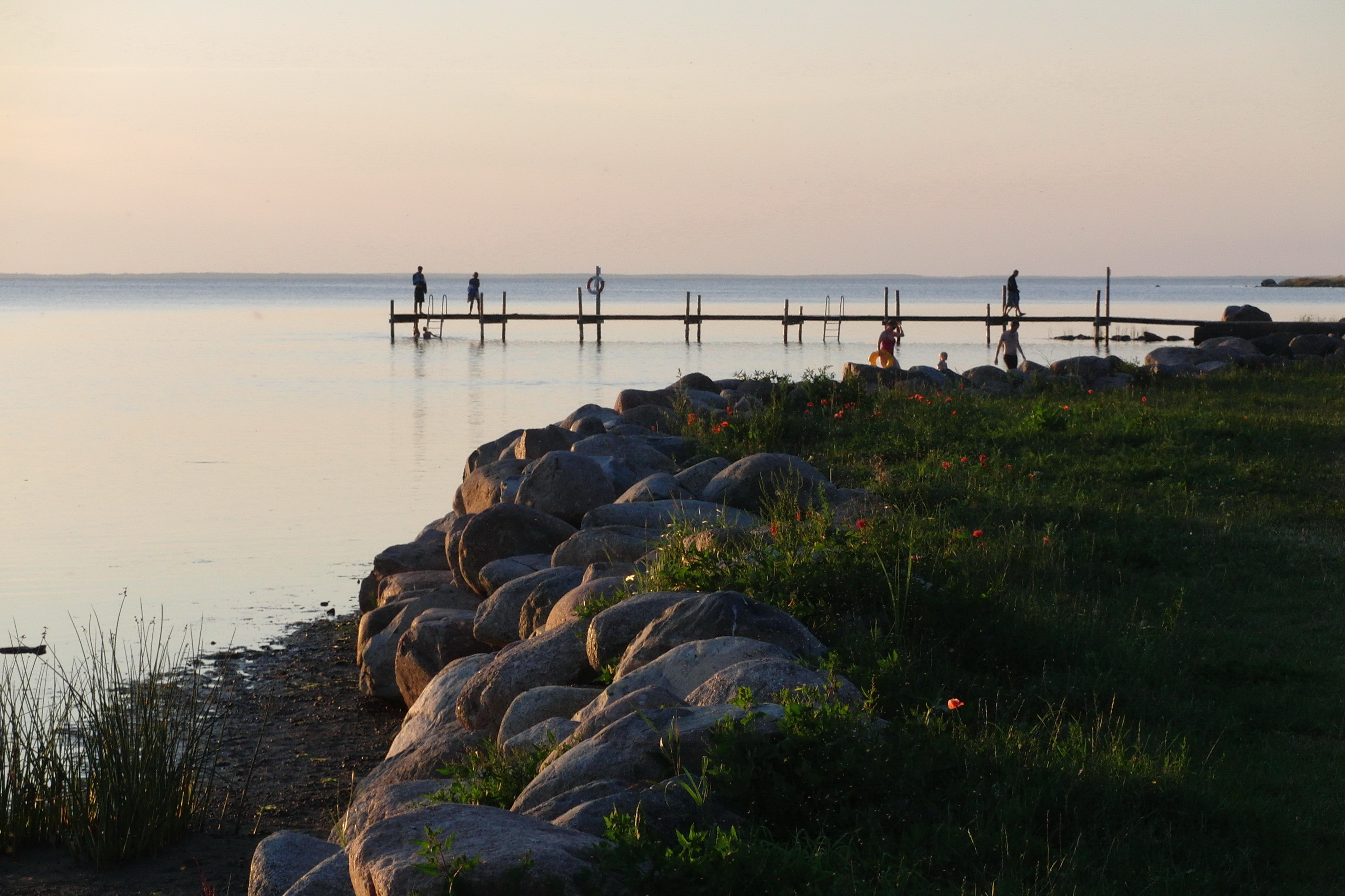
Badplats vid Sjöstugan i Blårör